# Kaféprogram
Ett kaféprogram är ett lättsamt TV-underhållningsprogram som sänds från kafémiljö, ofta direkt. Kaféprogram var vanligt förekommande i Sveriges Television under 1980- och 1990-talen.

## Bakgrund
Under 1980- och 90-talen sände Sveriges Television en mängd lättsamma magasinsprogram från olika orter runtom i Sverige som sändes på tidig kvällstid. I programmen ingick olika reportage, någon gäst som intervjuades, ett husband som sjöng och spelade och publik utplacerad vid olika kafébord. Husbandet var ofta ett dansband, som i Café Norrköping. Det första dansbandet i Café Norrköping var Roynes från Uppsala. Även andra genrer förekom dock, Café Sundsvall hade mycket gammeldans och vissa program hade visor.
Den här sortens program hade dock sänts tidigare, till exempel Halvsju av Åke Falck från 1971 och Sveriges magasin med Gunnar Arvidson åren 1973–1978, men under 1980- och 90-talen kom det en hel mängd med just ordet "kafé" (även stavat "café") i programtiteln. Det allra första sådana var Kafé 18 med Agneta Bolme som programledare som hade premiär den 27 oktober 1980.
Till en början visades kaféprogrammen främst i TV1 efter Aktuellt klockan 18. I samband med en omorganisation 1987 flyttades kaféprogrammen till TV2, som blev Sverigekanalen. Där sändes kaféprogrammen från runt 18.10–18.30 fram tills de regionala nyhetsprogrammen cirka klockan 19.15. Kombinationen kaféprogram följt av regionala nyheter och Rapport i TV2 gjorde att Kanal 1 hade svårt att locka vuxen publik före klockan 20.00.
Bortsett från Kafé 18 och dess kortlivade efterföljare Kafé Stockholm sändes kaféprogrammen främst från SVT:s distrikt utanför storstadsområdena. Med tiden etablerades en ordning där en ort sände varje vardag i ungefär fyra veckor, varefter man lämnade över till en annan ort.
Kaféprogrammen fick en "pensionärsstämpel". Den 30 september 1997 hade Go'kväll premiär; programmet ersatte modellen med kaféprogram, som därmed lades ner.

## Lista över kaféprogram
- Kafé 18 (1980–1985) från Stockholm med Agneta Bolme
- Hemma efter 18 (1981–1983) från Umeå med Siewert Öholm
- Östnöje (1981–1982) från Norrköping med Bengt Nordlund
- Mitt i middan (1981–1982) från Sundsvall med Gunnar Arvidsson
- Kafé Lugnet (1982) från Falun med Lars Ramsten
- Kaffe klockan sex (1982) från Karlstad med Bengt Alsterlind
- Solsta Café (1982–1986 och 1989–1997) från Karlstad med Bengt Alsterlind
- Café Norrköping (1983–1997) från Norrköping med Ragnar Dahlberg, Bengt Nordlund och Viveca Ringmar
- Café Sundsvall (1983–1991) från Sundsvall med Gunnar Arvidsson och Gun Hägglund
- Café Umeå (1985–1996) från Umeå med Karin Fahlgren
- Kafé Stockholm (1986) från Stockholm med Agneta Bolme
- Café Wadköping (1987–1988) från Örebro med Kristin Göthe
- Café Luleå (1988–1996) från Luleå med Lasse Eriksson
- Karlstad Café (1988–1988) från Karlstad med Ulf Schenkmanis
- Café Falun (1988–1997) från Falun med Ulla Zetterberg
- Café Småland (1988–1990) från Växjö
- Hallå Sverige (1989–1994) från Örebro med Per Eric Nordquist
- Lönnå med gäster (1992–1993) från Sundsvall med Kjell Lönnå
- Östen direkt (1994–1995) från Sundsvall med Östen Eriksson
- Café Örebro (1995–1997) från Örebro med Per Eric Nordquist

Samma information i tabellform:
| Ort        | 80      | 81             | 82              | 83              | 84              | 85              | 86              | 87              | 88              | 89              | 90              | 91              | 92               | 93               | 94              | 95              | 96              | 97              |
| ---------- | ------- | -------------- | --------------- | --------------- | --------------- | --------------- | --------------- | --------------- | --------------- | --------------- | --------------- | --------------- | ---------------- | ---------------- | --------------- | --------------- | --------------- | --------------- |
| Stockholm  | Kafé 18 | Kafé 18        | Kafé 18         | Kafé 18         | Kafé 18         | Kafé 18         | Kafé Stockholm  |                 |                 |                 |                 |                 |                  |                  |                 |                 |                 |                 |
| Umeå       |         | Hemma efter 18 | Hemma efter 18  | Hemma efter 18  |                 | Café Umeå       | Café Umeå       | Café Umeå       | Café Umeå       | Café Umeå       | Café Umeå       | Café Umeå       | Café Umeå        | Café Umeå        | Café Umeå       | Café Umeå       | Café Umeå       |                 |
| Norrköping |         | Östnöje        | Östnöje         | Café Norrköping | Café Norrköping | Café Norrköping | Café Norrköping | Café Norrköping | Café Norrköping | Café Norrköping | Café Norrköping | Café Norrköping | Café Norrköping  | Café Norrköping  | Café Norrköping | Café Norrköping | Café Norrköping | Café Norrköping |
| Sundsvall  |         | Mitt i middan  | Mitt i middan   | Café Sundsvall  | Café Sundsvall  | Café Sundsvall  | Café Sundsvall  | Café Sundsvall  | Café Sundsvall  | Café Sundsvall  | Café Sundsvall  | Café Sundsvall  | Lönnå med gäster | Lönnå med gäster | Östen direkt    | Östen direkt    |                 |                 |
| Falun      |         |                | Kafé Lugnet     |                 |                 |                 |                 |                 | Café Falun      | Café Falun      | Café Falun      | Café Falun      | Café Falun       | Café Falun       | Café Falun      | Café Falun      | Café Falun      | Café Falun      |
| Karlstad   |         |                | Kaffe klockan 6 | Solsta Café     | Solsta Café     | Solsta Café     | Solsta Café     |                 | Karlstad Café   | Solsta Café     | Solsta Café     | Solsta Café     | Solsta Café      | Solsta Café      | Solsta Café     | Solsta Café     | Solsta Café     | Solsta Café     |
| Örebro     |         |                |                 |                 |                 |                 |                 | Café Wadköping  | Café Wadköping  | Hallå Sverige   | Hallå Sverige   | Hallå Sverige   | Hallå Sverige    | Hallå Sverige    | Hallå Sverige   | Café Örebro     | Café Örebro     | Café Örebro     |
| Luleå      |         |                |                 |                 |                 |                 |                 |                 | Café Luleå      | Café Luleå      | Café Luleå      | Café Luleå      | Café Luleå       | Café Luleå       | Café Luleå      | Café Luleå      | Café Luleå      |                 |
| Växjö      |         |                |                 |                 |                 |                 |                 |                 | Café Småland    | Café Småland    | Café Småland    |                 |                  |                  |                 |                 |                 |                 |

En parodi på caféprogram kallad Café Öken ingick i En himla många program av Galenskaparna & After Shave.